# Região Geográfica Imediata de Altamira
A Região Geográfica Imediata de Altamira é uma das 21 regiões imediatas do estado brasileiro do Pará, uma das 2 regiões imediatas que compõem a Região Geográfica Intermediária de Altamira e uma das 509 regiões imediatas no Brasil, criadas pelo IBGE em 2017. É composta de 7 municípios.